# Andrew Cooper
Andrew Dollman Cooper (født 23. december 1964 i Melbourne) er en australsk tidligere roer, olympisk og dobbelt verdensmester.

## Karriere
Efter at have været med til at vinde sølv ved U/23-VM 1985 i otteren kom Cooper første gang til senior-VM i 1986, hvor han var med til at blive verdensmester med den australske otter.
Han var med i otteren til OL 1988 i Seoul, hvor australierne blev nummer fem. Ved VM i 1991 roede han firer uden styrmand, og den australske båd vandt her guld.
Ved OL 1992 i Barcelona roede han igen firer uden styrmand. Bådens øvrige besætning var Mike McKay, Nicholas Green og James Tomkins, samme besætning, der vandt VM-guld året før. De vandt da også planmæssigt deres indledende heat og semifinale, og i finalen var de lige så sikre, da de holdt den amerikanske båd, der også havde vundet deres hidtidige løb, bag sig og sikrede sig guldet med over halvandet sekunds forspring, mens slovenerne blev nummer tre.

## Resultater

### OL-medaljer
- 1992:  Guld i firer uden styrmand

### VM-medaljer
- VM i roning 1986:  Guld i otter
- VM i roning 1991:  Guld i firer uden styrmand